# ميلان (صاروخ)
الصاروخ ميلان (بالإنجليزية: MILAN)‏ سلاح مُضاد للدروع، من الجيل الثاني ومن الأسلحة ذات المدى المتوسط، معد للاستعمال في وحدات المشاة، يمكن إطلاقه ضد أهداف أرضية من مسافات قصيرة وضد الطوافات المحلقة على ارتفاع منخفض. يوجه بواسطة الأشعة ما دون الحمراء وبواسطة سلك معدني يصل الصاروخ بقاعدة الإطلاق طيلة مدة الطيران. يطلق الصاروخ إما عن الأرض وإما عن آلية عسكرية (جيب، ناقلة جند...). يستخدمه جنديان: رام يحمل قاعدة الإطلاق، وملقم يحمل صاروخين.

## المميزات
- سلاح خفيف يزن مع الغلاف التكتي: 12 كلغ وطوله 1.26 م.
- وزن الصاروخ: 6.65 كلغ وطوله 77 سنتم.
- وزن قاعدة الإطلاق: 15 كلغ.
- المدى الأدنى للرمي الفعّال: 250 م، والمدى الأقصى: 2000 م.
- سرعة الصاروخ: 75  210 م/ث.
- مدة طيران الصاروخ حتى 2000 م: 12.8 ثانية.
- نسق الرمي: 2  3 طلقات/ دقيقة.
- سرعة دوران الصاروخ حول نفسه: 12 دورة/ ثانية.
- الرمي الممكن بالارتفاع: + أو- 10 درجات.
- نسبة الإصابة: 90% ضد هدف ثابت أو متحرك بسرعة 10 م/ ثانية.
- قدرة الاختراق: 40 سنتم بالفولاذ.
- الاستعمال: من -40 إلى +52 درجة مئوية في جميع الأحوال الجوية عند رؤية الهدف.
- زاوية الإصابة: أكثر من 65 درجة وأقل من 115 درجة، قياساً على محور التسديد العامودي على الهدف.
- مدى تكبير المنظار: 7 مرات.

## معرض صور

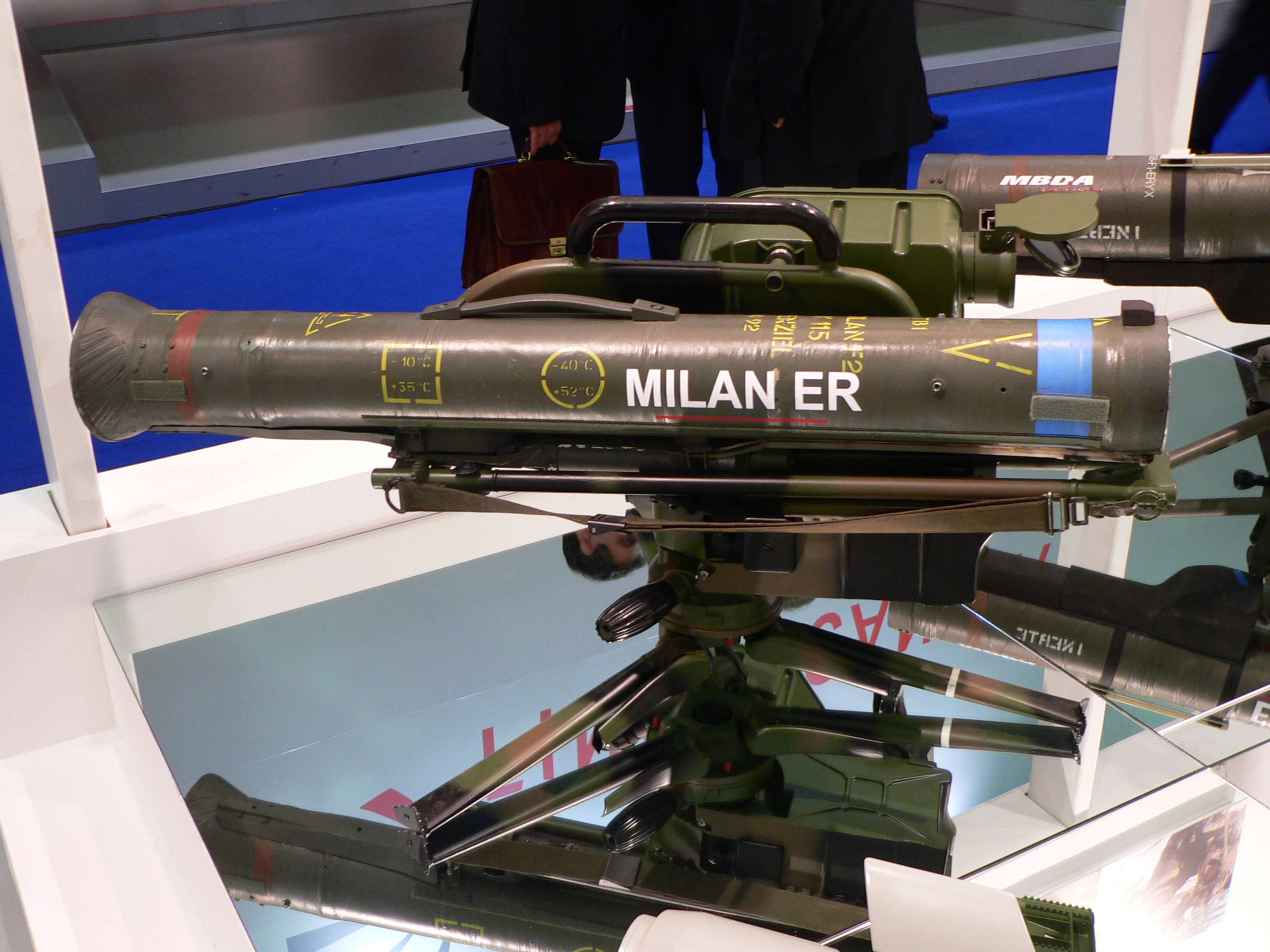
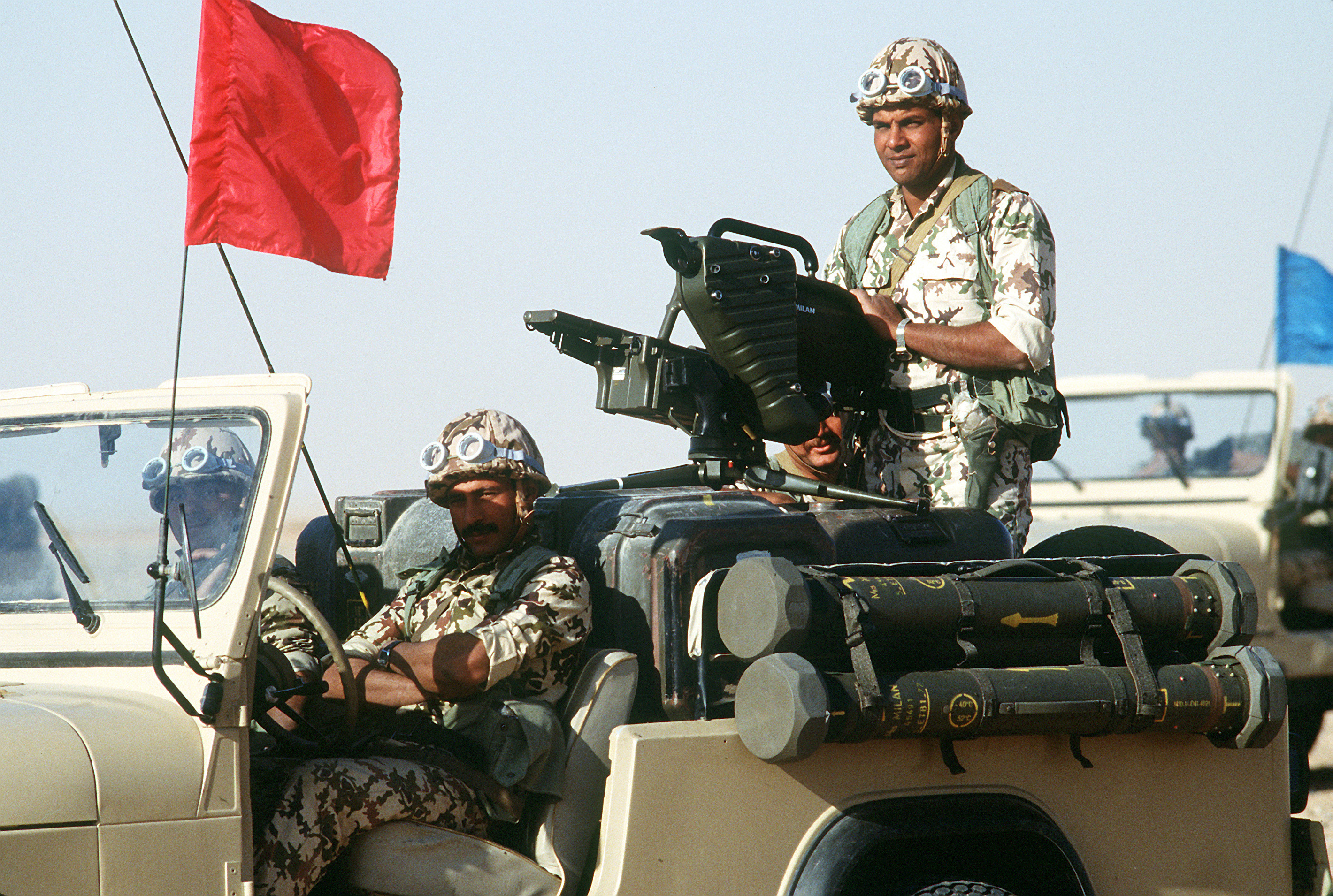
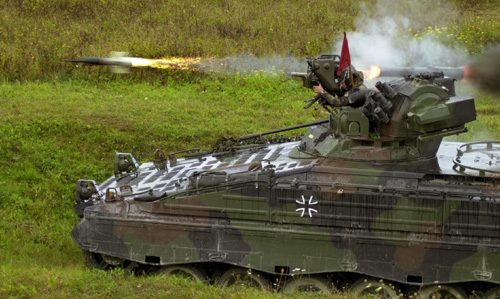
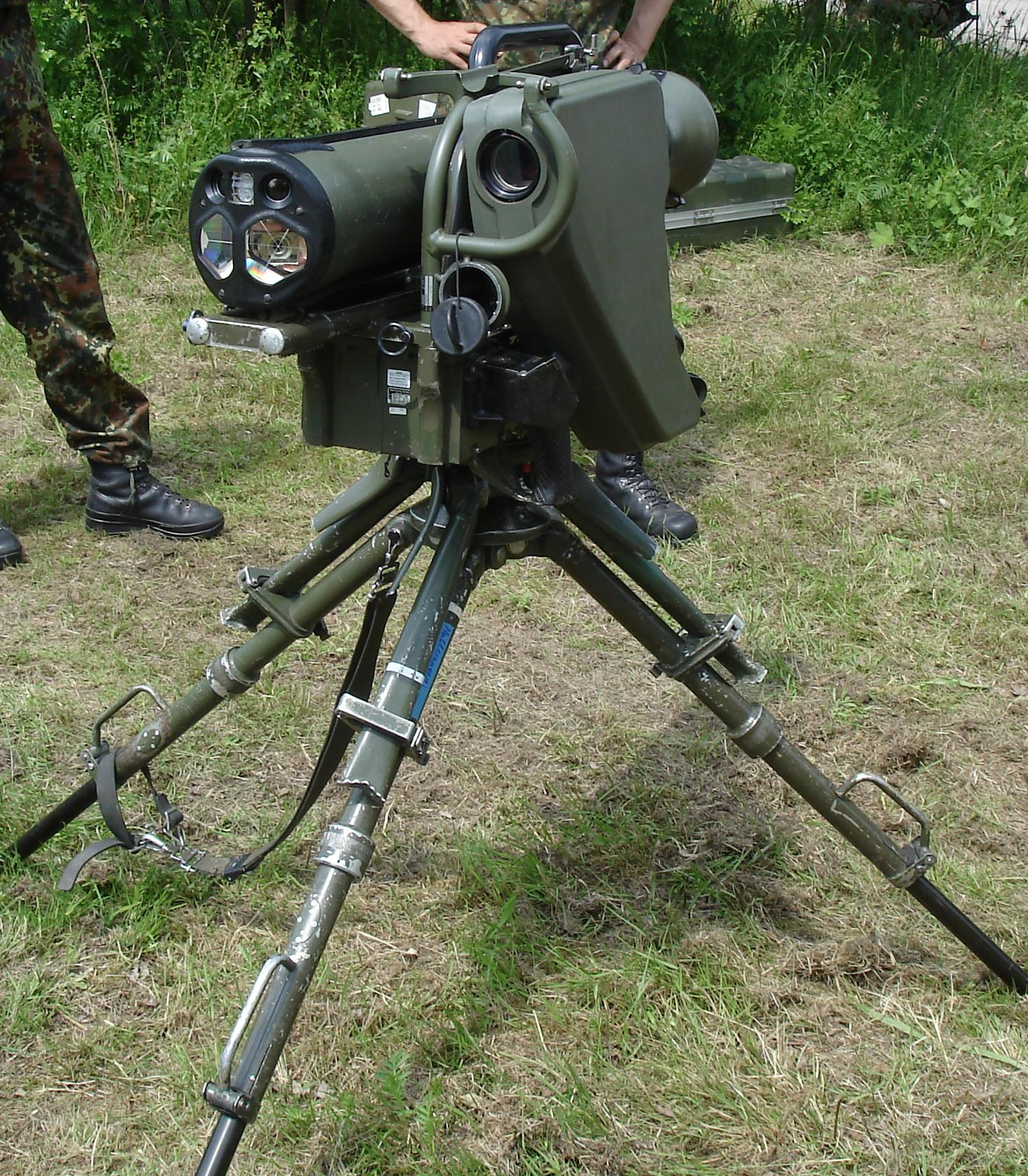
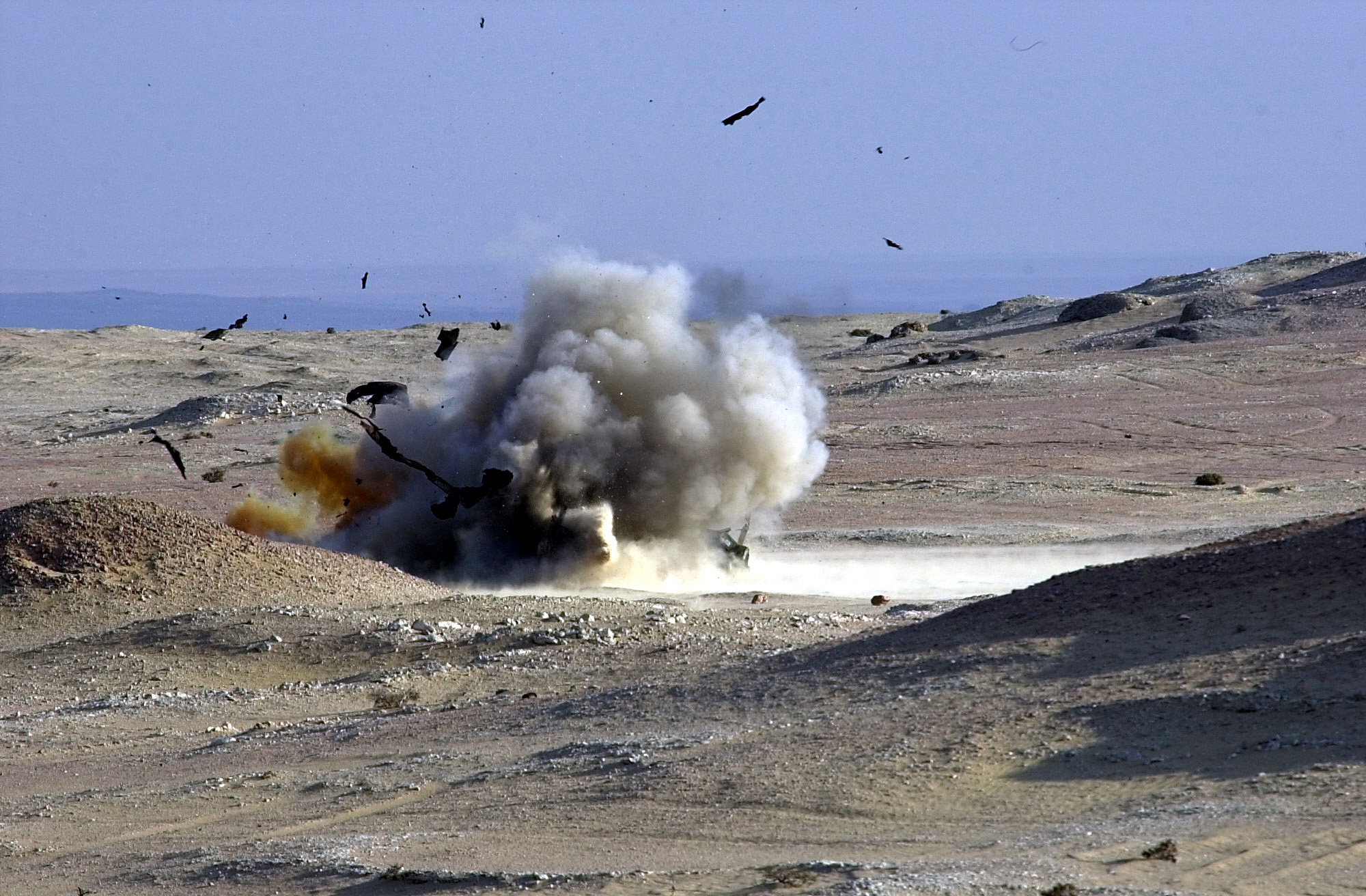